# Tierra del Vino
La Tierra del Vino es una comarca situada en el sur de la provincia de Zamora (Castilla y León, España).
Toma su nombre de la abundancia de viñedos que hubo desde tiempos remotos, siendo sus límites por el norte la ciudad de Zamora y la Tierra del Pan, al este el Alfoz de Toro y La Guareña, al sur la tierra de La Guareña y la provincia de Salamanca y al oeste la tierra de Sayago.
La capital tradicional de la comarca es Corrales del Vino, aunque hoy en día la localidad más poblada es Morales del Vino que es la cuarta población de la provincia de Zamora en número de habitantes. 
Esta comarca, a pesar de su gran sentido de identidad, con características geográficas, económicas, sociales e históricas afines, no cuenta con el necesario reconocimiento legal para su desarrollo administrativo, lo que ha llevado a sus municipios a organizarse en mancomunidades como única fórmula legal que les permite la optimización de la gestión de algunos servicios públicos municipales.

## Geografía
Sus suelos son profundos, pobres en materia orgánica, muy permeables y con buena capacidad de retención. En profundidad son muy arcillosos. En superficie, en las llanuras la presencia de arena es muy frecuente, en las laderas comienzan a aparecer las gravas y en los altos predominan los guijarros.

### Municipios
| Municipio                     | Superficie | Habitantes | Anejos                              |
| ----------------------------- | ---------- | ---------- | ----------------------------------- |
| Arcenillas                    | 12,08 km²  | 370        | -                                   |
| Casaseca de Campeán           | 12,24 km²  | 118        | -                                   |
| Casaseca de las Chanas        | 12,56 km²  | 420        | -                                   |
| Cazurra                       | 8,39 km²   | 80         | -                                   |
| Corrales del Vino             | 75,61 km²  | 1077       | Fuente el Carnero, Peleas de Arriba |
| El Cubo de la Tierra del Vino | 34,31 km²  | 421        | -                                   |
| Cuelgamures                   | 14,67 km²  | 118        | -                                   |
| Entrala                       | 10 km²     | 158        | -                                   |
| Fuentespreadas                | 20,07 km²  | 329        | -                                   |
| Gema                          | 17,85 km²  | 252        | -                                   |
| Jambrina                      | 16,64 km²  | 207        | -                                   |
| Madridanos                    | 32,10 km²  | 525        | Bamba                               |
| Moraleja del Vino             | 19,49 km²  | 1577       | -                                   |
| Morales del Vino              | 23,68 km²  | 2709       | Pontejos                            |
| Peleas de Abajo               | 12,01 km²  | 268        | -                                   |
| El Perdigón                   | 51,22 km²  | 766        | San Marcial y Tardobispo            |
| El Piñero                     | 19,71 km²  | 266        | -                                   |
| Santa Clara de Avedillo       | 16,81 km²  | 201        | -                                   |
| Sanzoles                      | 25,66 km²  | 600        | Valdemimbre                         |
| Villalazán                    | 15,04 km²  | 333        | -                                   |
| Villanueva de Campeán         | 12,04 km²  | 142        | -                                   |
| Villaralbo                    | 22,05 km²  | 1870       | -                                   |

### Clima
El clima es continental, extremado y árido, con inviernos muy fríos y veranos secos y calurosos. Las precipitaciones son escasas y su media anual apenas llega a los 400 mm. 

## Cultura

### Denominación de origenTierra del Vino de Zamora
La Tierra del vino cuenta con denominación de origen desde el 28 de abril de 2007, fecha en la que entró en vigor la Orden AYG/782/2007 de la Consejería de Agricultura y Ganadería de la Junta de Castilla y León.
El Reglamento de la denominación de origen fija cuáles son las variedad admitidas en la Tierra del vino:
- Las principales son la tempranillo para tinta, y Malvasía, Moscatel de grano menudo y verdejo para la blanca.

- Las autorizadas son la garnacha y la Cabernet Sauvignon para tinta, y la Albillo, la Palomino y la Godello para la blanca.

El marco de plantación más habitual en los viñedos en vaso es de 3*3 y en los viñedos en espaldera, de 3*1,5. El porcentaje de viñedo en espaldera es del 17,25 % respecto del total registrado